# Chronik des Bürgerkriegs in Syrien 2024
Die Chronik des Bürgerkriegs in Syrien 2024 erfasst die Ereignisse des Bürgerkriegs in Syrien im Jahr 2024.

## November

Lagebild zur Gebietskontrolle am 29. November, kurz nach Beginn der Großoffensive

Die Türkei, die USA und Israel griffen am 26. November jeweils unterschiedliche Ziele an. Während die US-Armee nach eigenen Angaben eine mit dem Iran verbündete Miliz in Syrien angriff, bombardierte Israel vor Inkrafttreten einer Waffenruhe mit der Hisbollah, Grenzübergänge zwischen Syrien und dem Libanon. Die Türkei griff wiederum eigenen Angaben zufolge die Kurdenmiliz YPG in Nordsyrien an.
Am 27. November brachen Gefechte im Gouvernement Aleppo zwischen dem Syrischen Heer, das dem syrischen Diktator Baschar al-Assad untersteht, und islamistischen Rebellen, hauptsächlich der Haiʾat Tahrir asch-Scham (HTS) und der von der Türkei unterstützten sogenannten Syrischen Nationalen Armee (SNA) aus. Damit begannen die Rebellen nach eigenen Angaben eine Bodenoffensive namens „Abschreckung der Aggressionen“. Die HTS, die das Rebellenbündnis anführt, erklärte, die Offensive sei als Reaktion auf einen verstärkten Beschuss der Zivilbevölkerung durch die russischen und syrischen Luftstreitkräfte im Umland von West-Aleppo und im Süden des Gouvernements Idlib begonnen worden. Zudem wollte die HTS nach eigenen Angaben Angriffen der syrischen Armee zuvorkommen, die angeblich dafür Truppen zusammengezogen hatte. Bei der Offensive der Rebellen handelt es sich um den ersten Angriff der Rebellen im Nordwesten Syriens seit einem im März 2020 erfolgten Waffenstillstand. Im Verlauf dieser Gefechte gelang es den Rebellen, innerhalb von drei Tagen Geländegewinne bis hinein in die Großstadt Aleppo zu erzielen und laut der Syrischen Beobachtungsstelle für Menschenrechte (SOHR) bis zum 29. November die Hälfte der Stadt unter Kontrolle zu bringen. Laut der SOHR haben russische Kampfjets (die in Syrien zur Unterstützung der Diktatur stationiert sind) als Reaktion auf die Offensive dutzende Ziele in der Provinz Idlib sowie in Aleppo und Umgebung angegriffen. Es waren die ersten Luftangriffe auf Aleppo seit 2016.

## Dezember

Lagebild zur Gebietskontrolle (fortlaufend aktualisiert, Quelle: Institute for the Study of War)
Land ohne eindeutige Gebietskontrolle einer Kriegspartei
Von kurdischen Kräften bzw. den Demokratischen Kräften Syriens (SDF) kontrolliert (bildet den Staat Rojava)
Von Haiʾat Tahrir asch-Scham (von der EU und den USA als Terrororganisation eingestuft) kontrolliert
Raum (gestreiftes Gebiet), in dem sich der Islamische Staat (IS) überwiegend ohne eigene Gebietskontrolle aufhält
Überwiegend von den türkischen Streitkräften und der mit ihnen verbündeten SNA kontrolliert (bildet die Türkische Besetzung Nordsyriens)
Von der Revolutionären Kommandoarmee, die von US-Streitkräften ausgebildet wird, kontrolliert.
Von US-amerikanischen Streitkräften, die in al-Tanf stationiert sind, und von der Revolutionären Kommandoarmee kontrolliert
Sogenannter „südlicher Operationsraum“; von Rebellengruppen kontrolliert, die Verbindung zur HTS und Freien Syrischen Armee unterhalten.
Israelisch besetztes Gebiet
In den jeweiligen Farben:
Kontrolle zu gleichen Teilen
Öl- bzw. Gasfeld

Am 1. Dezember wurde Aleppo sowohl von den islamistischen Rebellen der Haiʾat Tahrir asch-Scham (HTS) und der Syrischen Nationalen Armee (SNA) als auch von den für Westkurdistan kämpfenden Demokratischen Kräften Syriens (SDF) vollständig eingenommen. Noch am selben Tag bombardierten nach Angaben der Syrischen Beobachtungsstelle für Menschenrechte (SOHR) russische Kampfflugzeuge den Eingang des örtlichen Universitätsklinikums. Dabei seien 12 Menschen getötet und 23 verletzt worden. Laut dem Vatikan wurde außerdem ein Kloster des Franziskanerordens durch einen russischen Luftangriff getroffen. Vom 27. November 2024 bis einschließlich 1. Dezember 2024 waren laut SOHR insgesamt 446 Menschen (davon 244 Rebellen, 141 regimetreue Soldaten und verbündete Milizionäre sowie 61 Zivilisten) dem Bürgerkrieg zum Opfer gefallen.
Laut SDF griffen „bewaffnete Gruppen, die von der türkischen Besatzung unterstützt werden“, einen angeblich von ihnen zwischen Aleppo und Tal Rifaat eingerichteten Fluchtweg für etwa 200.000 kurdische Syrer an. In der Nacht zum 2. Dezember überschritten etwa 200 pro-iranische Milizionäre zur Unterstützung des syrischen Regimes aus dem Irak kommend die Grenze zu Syrien. Am 2. Dezember berichtete SOHR von Luftangriffen der russischen und syrischen Streitkräfte auf das Umland der Stadt Idlib. Dabei seien 13 Zivilisten getötet worden. Somit seien seit Ende Februar 2024 insgesamt 91 Zivilisten in Syrien durch russische Luftangriffe getötet worden. Bis zum 3. Dezember verzeichneten die Vereinten Nationen (UN) knapp 50.000 Flüchtlinge infolge der ab Ende November begonnenen Gefechte. An dem Tag waren die Rebellen der Großstadt Hama nähergekommen. Am 5. Dezember zog sich die syrische Armee aus Hama zurück und die Gebietskontrolle über die Stadt ging an die Rebellen über. Der Anführer der HTS, Abu Muhammad al-Dschaulani, schickte den Kämpfern jeweils Verhandler voraus, die Bürgermeister und lokale Milizen davon überzeugten, sich kampflos zu ergeben oder sich gar den Rebellen anzuschließen.
Am 6. Dezember rückten die Rebellen weiter nach Süden in Richtung der Großstadt Homs vor. Auf dem Weg dorthin erreichten sie die Städte Rastan und Talbisse bzw. Talbiseh. Nach Angaben der SOHR hatten Kampfflugzeuge des syrischen Regimes die Al-Rastan-Brücke zwischen Hama und Homs angegriffen, um die Rebellen am Vormarsch in Richtung Homs zu hindern. Nach Angaben der SOHR hatte sich über die Zukunft von Homs (bzw. wer die Kontrolle über die Stadt hat) die Frage entschieden, wer Syrien regiert. Sollten die Rebellen Homs einnehmen, hätte das in der Hauptstadt Damaskus residierende Assad-Regime bzw. dessen untergebenen Streitkräfte keine Landverbindung in Syrien zum Mittelmeer mehr bzw. wäre von den syrischen Häfen abgeschnitten, da Homs auf der Verkehrsanbindung zwischen Damaskus und Mittelmeer liegt. Die Kontrolle über Homs war außerdem für die iranische Unterstützung der Hisbollah im Libanon bedeutsam. Homs bietet Zugang zu mehreren Grenzübergängen in den Libanon, über die der Iran Waffen und andere militärische Ausrüstung an die Hisbollah schmuggelte. Nach Angaben der Nachrichtenagentur Reuters schickte die Hisbollah Truppen nach Homs, um die Assad-Truppen bei den Kämpfen um die Stadt zu unterstützen. Nach Angaben der SOHR zogen sich die Regierungstruppen jedoch am selben Tag aus Homs zurück. Regimetreue Milizen waren laut SOHR weiterhin in Homs stationiert. Das syrische Militär wies die Berichte über einen Truppenrückzug aus Homs zurück. Spätestens am selben Tag hatten sich Widerstandsnester von Rebellen im südlichsten Teil Syriens, unter anderem im Gouvernement Darʿā, selbstständig gemacht und dort die syrische Armee zurückgedrängt bzw. die militärische Kontrolle übernommen.
Der SDF rückte am 6. Dezember von Norden den Euphrat überquerend in Deir ez-Zor und auf den Flughafen Deir ez-Zor vor, nachdem sich die Regierungstruppen zurückgezogen hatten. Nach Angaben des SDF mobilisierten sich Mitglieder des Islamischen Staats (IS) in der syrischen Wüste. Beobachtet worden seien Bewegungen des IS im Süden und Westen von Deir ez-Zor und in der Umgebung von Ar-Raqqa. Die Zahl der Binnenflüchtlinge in Syrien stieg nach Angaben der UN infolge der seit Ende November erstarkten Gefechte bis zum 6. Dezember um etwa 370.000 Menschen an.
Nach Angaben des Kriegsberichterstatters Christoph Reuter „wusste man in Damaskus seit Monaten von der kommenden Offensive, waren Urlaubssperren für die Truppen verhängt, Eliteeinheiten der Republikanischen Garde nach Norden verlegt worden. Kämpfen mochten sie trotzdem nicht.“ Die Tagesration von gewöhnlichen Soldaten der syrischen Streitkräfte habe seit Jahren aus einer Kartoffel, einem Ei, zwei Fladenbroten und einem Stück Tomate bestanden. Die vorher schon korrupten Geheimdienstler und Milizionäre seien im Laufe des Bürgerkriegs noch gieriger und rabiater geworden, „jeder beraubt jeden“. Ein Experte des Middle East Institute bestätigte die schlechte Moral bei den Regierungstruppen und die Akribie und lange Planung der Offensive durch die Rebellen. Die Offensive soll ein Jahr lang vorbereitet worden sein.
Ebenfalls noch am 6. Dezember begann der Iran mit der Evakuierung seines militärischen Personals aus syrischem Staatsgebiet. Der Iran hatte mit seinem in Syrien stationierten Personal wesentlich dazu beigetragen, dass sich das Assad-Regime ab Beginn des syrischen Bürgerkriegs gegen die Rebellen hatte behaupten können, und war damit am Mord an der syrischen Zivilbevölkerung beteiligt gewesen. Der plötzliche iranische Abzug aus Syrien wurde von einem iranischen Insider und Regierungsberater mit dem fehlenden Rückhalt und der geringen Kampfbereitschaft für das syrische Regime innerhalb der syrischen Armee erklärt („wir können nicht als beratende und unterstützende Truppe kämpfen, wenn die syrische Armee selbst nicht kämpfen will“).
Am 7. Dezember zogen sich Reste der syrischen Streitkräfte laut SOHR aus den südlichen Provinzen al-Quneitra, Darʿā und as-Suwaida in Richtung Damaskus zurück. Wiederum andere Angehörige der syrischen Streitkräfte traten in den genannten Provinzen aus den Streitkräften aus oder liefen zu den Rebellen über oder ergaben sich. In der Folge rückten die Rebellen aus südlicher Richtung kommend bis an den Stadtrand der Hauptstadt vor. Auch im Gouvernement Rif Dimaschq zogen sich Regierungstruppen laut SOHR in Richtung Hauptstadt zurück – daraufhin rückten Rebellen aus nordöstlicher Richtung kommend in Vororte von Damaskus vor. Der Irak nahm nach eigenen Angaben mehr als 1.000 flüchtige Soldaten der syrischen Regierungstruppen auf. Am 7. Dezember wurde außerdem berichtet, dass sich viele Assad-Vertraute in den Iran abgesetzt hätten und der Präsidentenpalast in Damaskus eine friedliche Übergabe in Abwesenheit des Staatspräsidenten vorbereite. Am Abend desselben Tages wurde aus Homs berichtet, dass die Regierungstruppen aus der Stadt in Richtung syrische Küste abgezogen seien. Die HTS gab bekannt, die Stadt unter ihre Kontrolle gebracht und 3.500 Häftlinge aus einem Militärgefängnis in Homs befreit zu haben. Auch aus Damaskus flohen tausende von Regimeanhängern nach dem Sturz Assads zur Küste, in Richtung Latakia. Andere Reste der syrischen Armee lösten sich auf; Berichten zufolge lagen vielerorts in Damaskus Uniformen und andere Militärausrüstung herum.
In der Nacht auf den 8. Dezember infiltrierten Berichten zufolge Aufklärer der Rebellen die Hauptstadt auf der Suche nach Baschar al-Assad. Ebenfalls in der Nacht nahmen Rebellen das nördlich von Damaskus liegende und für Massentötungen berüchtigte Militärgefängnis Sednaja ein und ließen Häftlinge frei. Am 8. Dezember galt das Assad-Regime als endgültig gestürzt bzw. zusammengebrochen. Die HTS verkündete, dass bis zu einer Machtübergabe lediglich staatliche Institutionen durch den amtierenden Ministerpräsidenten al-Dschalali beaufsichtigt würden. Sowohl die SOHR – unter Berufung auf syrische Offiziere – als auch die russische Regierung gaben bekannt, dass Baschar al-Assad das Land verlassen habe. Das russische Außenministerium gab in einer Erklärung bekannt, dass Baschar al-Assad als Staatspräsident Syriens zurückgetreten ist. Am selben Tag ließ die Russische Präsidialverwaltung über russische Nachrichtenagenturen verlauten, dass dem entmachteten bzw. ehemaligen syrischen Staatspräsidenten und seiner Familie Asyl in Russland gewährt worden sei. Der Regimezerfall bzw. die dafür benötigte 12-tägige Offensive forderte nach Angaben der SOHR das Leben von 910 Menschen; davon seien 392 Rebellen, 380 regimetreue Kämpfer und 138 Zivilisten gewesen. Im Laufe des Tages bombardierte die israelische Luftwaffe zahlreiche von den syrischen Streitkräften verlassene Munitionslager und eine Chemiewaffenfabrik. Damit sollte laut Insidern verhindert werden, dass Waffen in den Besitz von Gruppen fallen, die Israel feindlich gesinnt sind. Des Weiteren drangen israelische Bodentruppen auf den Golanhöhen weiter in syrisches Staatsgebiet vor und besetzten dort ein ursprünglich als UNDOF-Pufferzone ausgewiesenes Gebiet. Zuvor, infolge des Zusammenbrechens des Assad-Regimes, hatte sich die syrische Armee aus diesem Gebiet zurückgezogen. Dies sowie den Sturz des Assad-Regimes nahm die von Benjamin Netanjahu geführte israelische Regierung zum Anlass, ein im Jahr 1974 zwischen Israel und Syrien geschlossenes Entflechtungsabkommen für beendet zu erklären. Die US-Streitkräfte flogen nach eigenen Angaben Luftangriffe gegen den Islamischen Staat in Syrien. Im Norden Syriens setzten sich Kampfhandlungen zwischen der SDF und der von der Türkei unterstützten SNA weiter fort.
Auch am 10. Dezember 2024, am zweiten Tag nach Assads Sturz, setzten die israelischen Streitkräfte ihre Luftangriffe auf militärische Stützpunkte gegen die inaktiven syrischen Streitkräfte fort; ein israelischer Militärreporter sprach von mehr als 250 Luftangriffen über zwei Tage und dass die gesamte Infrastruktur – alles, was die Armee des syrischen Staates über Jahrzehnte gehalten und aufgebaut habe – zerstört worden sei: Panzer, Flugzeuge, Hubschrauber, Schiffe, Flugabwehrsysteme, Raketen, Militär- bzw. Munitionsfabriken, Geheimdiensteinrichtungen, Militärbasen, Waffenlager, Forschungszentren und Militärflugplätze. Daneben wurden auch mehrfach Waffen beschlagnahmt. Die neue Rebellenregierung müsse mit M16- und Kalaschnikow-Gewehren ihre militärischen Fähigkeiten neu aufbauen. Ein Militärkommandeur der siegreichen syrischen Rebellen behauptete, es seien innerhalb von 24 Stunden mehr als 140 israelische Luftangriffe gegen mehr als 40 militärische Ziele in Syrien gezählt worden. Der Syrischen Beobachtungsstelle für Menschenrechte zufolge waren es die „schwersten Angriffe [Israels] in der Geschichte Syriens“. Seit der Gründung Israels im Jahr 1948 befinden sich Syrien und Israel im Kriegszustand. Nach Angaben von Ben Saul (UN-Sonderberichterstatter zu Menschenrechten bei der Bekämpfung von Terrorismus) verstießen die israelischen Angriffe gegen das Völkerrecht.
Wenige Tage nach dem Zusammenbruch des Assad-Regimes eroberte die von der Türkei unterstützte SNA nach schweren Gefechten mit der kurdisch-dominierten SDF die Stadt Manbidsch, die nach Anschauung der SDF bzw. syrischer Kurden zu Westkurdistan gehört.
Am 17. Dezember 2024 gab HTS-Anführer al-Dschaulani, der seit der Machtübernahme seinen zivilen Namen Ahmed al-Scharaa verwendet, bekannt, die Kampfgruppen der Rebellenorganisationen aufzulösen und deren Mitglieder in die Streitkräfte Syriens einzugliedern.
Am 18. Dezember 2024 gab HTS-Regierungssprecher Obaida Arnaout ein Interview, in dem er erklärte, dass „das Wesen der Frau und ihre biologische und psychologische Natur“ nicht geeignet sei für Rollen in der Politik. Er sagte: „Was die Vertretung von Frauen in Minister- und Parlamentsrollen betrifft, glauben wir, dass diese Angelegenheit verfrüht ist und Rechts- und Verfassungsexperten überlassen werden sollte, die daran arbeiten werden, die Struktur des neuen syrischen Staates zu überdenken.“ Arnaout sagte auch, die Fähigkeit von Frauen, „richterliche Autorität zu übernehmen“, könnte ein „Forschungsthema“ sein. Im baathistischen Syrien stellten Frauen 13 % der Richter, in der Hauptstadtregion Damaskus waren es sogar doppelt so viele. Frauen machten 46 % der Universitätsstudenten aus. Aranaouts sexistische und repressive Ansichten wurden von syrischen Frauen mit Besorgnis und Wut aufgenommen, sie lösten in den sozialen Medien Spott aus und kam es zu weit verbreiteter Kritik. Die Forscherin Milena Zain al-Din von der Universität Damaskus widersprach und erklärte: „Wir, die jungen Frauen und Frauen Syriens, sind Aktivistinnen, Politikerinnen, Menschenrechtsaktivistinnen, Journalistinnen, Ökonominnen, Akademikerinnen, Arbeiterinnen und Hausfrauen. …Obeida Arnaouts Rhetorik ist inakzeptabel. Die syrische Frau, die gemeinsam mit Millionen syrischer Frauen gekämpft und durchgehalten hat, wartet nicht darauf, dass Sie einen Platz oder eine Rolle für sie auswählen, die mit Ihrer Einstellung zum Aufbau unserer Nation übereinstimmt.“
Die Übergangsregierung teilte am 19. Dezember 2024 mit, man setze die Verfassung von 2012 und das Parlament für drei Monate außer Kraft. Es werde ein „Rechts- und Menschenrechtsausschuss“ gebildet, sagte HTS-Sprecher Obeida Arnaout, „um die Verfassung zu prüfen und dann Änderungen vorzunehmen“. Die Verfassung von 2012 legte den Islam nicht als Staatsreligion fest.